# Júlia Catafrônia
Júlia Catafrônia (em latim: Iulia Cataphronia) era uma nobre romana ativa em meados do século IV. Casou-se com um marido de nome desconhecido e era tia paterna do oficial Ausônio. Nada se sabe sobre sua vida, exceto que teria morrido com idade avançada. Possivelmente poderia ser parente do vigário Catafrônio.